# .ai
.ai je internetová národní doména nejvyššího řádu pro stát nebo území Anguilla. Je spravována vládou Anguilly. K říjnu 2024, je na ní registrováno přes 520 000 stránek, přičemž za poslední rok jich bylo registrováno okolo 200 000.

## Registrace domén druhého a třetího řádu
Registrace domén off.ai, com.ai, net.ai a org.ai jsou dostupné bez omezení a celosvětově, ale příliš se nepoužívají. Od 15. září 2009 registrace domén druhého řádu .ai jsou dostupné každému z celého světa.

## Použití mimo Anguillu
S rozvojem umělé inteligence (artificial intelligence) si určité společnosti začaly rezervovat .ai domény na vyjádření oblasti svých zájmů.